# Northern Premier League
Giải bóng đá ngoại hạng miền Bắc nước Anh (Tên tiếng Anh: The Football Northern Premier League hay gọi tắt là: Northern Premier League) hoặc có tên gọi hiện nay là: Evo-Stik League (vì lý do nhà tài trợ) là một hệ thống giải đấu của Hiệp hội bóng đá Anh bao gồm các câu lạc bộ bán chuyên nghiệp và nghiệp dư. Về mặt địa lý, bao gồm các đội bóng thuộc miền Bắc nước Anh và các khu vực phía bắc của vùng trung du nước Anh. Cùng với giải Southern League và giải Isthmian League thuộc hạng 7 và 8 của Hệ thống các giải bóng đá ở Anh. Xếp ngay dưới Conference North và Conference South. Trong lịch sử giải đấu này, có rất nhiều nhà tài trợ góp mặt nhưng một bản hợp đồng tài trợ lâu nhất kéo dài 16 năm đó là nhà tài trợ Unibond League. Khi hợp đồng này kết thúc vào năm 2010, một bản hợp đồng mới đã được công bố quảng cáo là Evo-Sti League cho đến khi ít nhất mùa giải 2015-16.

## Lịch sử
Giải Northern Premier League được thành lập năm 1968, giải đấu đông hạng với giải Southern Football League. Nhiều thập kỷ sau đó cho đến ngày nay, Giải đấu thuộc hạng 7 trong Hệ thống các giải bóng đá ở Anh cùng với hai giải Southern Football League và giải Isthmian League. Tại thời điểm đó, giải đấu này không có thứ hạng trong Liên đoàn bóng đá Anh nhưng cùng một bậc như các giải đấu khác ở miền Bắc nước Anh.
Từ mùa giải 1992-1993 đến mùa giải 1994-1995 của League Division One bao gồm các câu lạc bộ bóng đá Anh và hai câu lạc bộ khác ngoài nước Anh đó là Caernarfon Town FC của Xứ Wales và Gretna FC của Scotland. Các câu lạc bộ Colwyn Bay FC, Bangor City FC, Newtown AFC và Rhyl FC cũng tham dự vào giải đấu này.

## Nhà tài trợ
Các nhà tài trợ đầu tiên cho giải đấu Northern Premier League trước năm 1985. Các nhà tài trợ sau này là: HFS vay (1988-1993), Unibond (1994-2010) và Evo-Sti (2010-nay).

## Thể lệ của giải
Từ năm 2007, Giải đấu Northern Premier League đã có hạng: Giải ngoại hạng, hạng nhất miền Bắc và hạng nhất miền Nam. Trước năm 2007, chỉ có một hạng đấu duy nhất đó là hạng nhất.
Giải ngoại hạng (Premier Division) có 22 câu lạc bộ tham dự với 2 suất thăng hạng lên tham dự Football Conference bao gồm một đội vô địch và một đội chiến thắng trận play-off đối với các đội xếp vị trí thứ 2 đến vị trí thứ 5. Có 4 đội xếp vị trí cuối cùng mỗi mùa giải chuyển xuống chơi tại hạng nhất miền Bắc và hạng nhất miền Nam của hệ thống giải Northern Premier League.

## Các câu lạc bộ hiện tại mùa giải 2015-2016
| - Ashton United - Barwell - Blyth Spartans - Buxton - Colwyn Bay - Darlington 1883 - Frickley Athletic - Grantham Town - Halesowen Town - Hyde - Ilkeston - Marine - Matlock Town - Mickleover Sports - Nantwich Town - Ramsbottom United - Rushall Olympic - Salford City - Skelmersdale United - Stamford - Stourbridge - Sutton Coldfield Town - Whitby Town - Workington | - Bamber Bridge - Brighhouse Town - Burscough - Clitheroe - Droylsden - Farsley Celtic - Glossop North End - Harrogate Railway Athletic - Kendal Town - Lancaster City - Mossley - New Mills - Northwich Victoria - Ossett Albion - Ossett Town - Prescot Cables - Radcliffe Borough - Scarborough Athletic - Spennymoor Town - Trafford - Warrington Town - Witton Albion | - Basford United - Belper Town - Carlton Town - Chasetown - Coalville Town - Daventry Town - Goole - Gresley - Kidsgrove Athletic - Leek Town - Lincoln United - Loughborough Dynamo - Market Drayton Town - Newcastle Town - Romulus - Rugby Town - Shaw Lane Aquaforce - Sheffield - Spalding United - Stafford Rangers - Stocksbridge Park Steels - Tividale | Vị trí bản đồ các câu lạc bộ tham dự Northern Premier League 2015–16. · – Premier Division – Division One North – Division One South |

## Những nhà vô địch
| Mùa giải | Premier Division  |
| -------- | ----------------- |
| 1968–69  | Macclesfield Town |
| 1969–70  | Macclesfield Town |
| 1970–71  | Wigan Athletic    |
| 1971–72  | Stafford Rangers  |
| 1972–73  | Boston United     |
| 1973–74  | Boston United     |
| 1974–75  | Wigan Athletic    |
| 1975–76  | Runcorn           |
| 1976–77  | Boston United     |
| 1977–78  | Boston United     |
| 1978–79  | Mossley           |
| 1979–80  | Mossley           |
| 1980–81  | Runcorn           |
| 1981–82  | Bangor City       |
| 1982–83  | Gateshead         |
| 1983–84  | Barrow            |
| 1984–85  | Stafford Rangers  |
| 1985–86  | Gateshead         |
| 1986–87  | Macclesfield Town |

Đối với mùa giải 1987-1988, Division One đã được bổ sung.
| Mùa giải  | Premier Division   | Division One         |
| --------- | ------------------ | -------------------- |
| 1987–88   | Chorley            | Fleetwood Town       |
| 1988–89   | Barrow             | Colne Dynamoes       |
| 1989–90   | Colne Dynamoes     | Leek Town            |
| 1990–91   | Witton Albion      | Whitley Bay          |
| 1991–92   | Stalybridge Celtic | Colwyn Bay           |
| 1992–93   | Southport          | Bridlington Town     |
| 1993–94   | Marine             | Guiseley             |
| 1994–95   | Marine             | Blyth Spartans       |
| 1995–96   | Bamber Bridge      | Lancaster City       |
| 1996–97   | Leek Town          | Radcliffe Borough    |
| 1997–98   | Barrow             | Whitby Town          |
| 1998–99   | Altrincham         | Droylsden            |
| 1999–2000 | Leigh RMI          | Accrington Stanley   |
| 2000–01   | Stalybridge Celtic | Bradford Park Avenue |
| 2001–02   | Burton Albion      | Harrogate Town       |
| 2002–03   | Accrington Stanley | Alfreton Town        |
| 2003–04   | Hucknall Town      | Hyde United          |
| 2004–05   | Hyde United        | North Ferriby United |
| 2005–06   | Blyth Spartans     | Mossley              |
| 2006–07   | Burscough          | Buxton               |

Đối với mùa giải 2007-08, Division One đã được tổ chức lại thành khu vực Bắc và khu vực Nam.
| Mùa giải | Premier Division     | Division One North   | Division One South                      |
| -------- | -------------------- | -------------------- | --------------------------------------- |
| 2007–08  | Fleetwood Town       | Bradford Park Avenue | Retford United (Không được thăng hạng)1 |
| 2008–09  | Eastwood Town        | Durham City          | Retford United                          |
| 2009–10  | Guiseley             | FC Halifax Town      | Mickleover Sports                       |
| 2010–11  | FC Halifax Town      | Chester              | Barwell                                 |
| 2011–12  | Chester              | A.F.C. Fylde         | Grantham Town                           |
| 2012–13  | North Ferriby United | Skelmersdale United  | King's Lynn Town                        |
| 2013–14  | Chorley              | Curzon Ashton        | Halesowen Town                          |

1 Cammell Laird FC thay thế Retford United thăng hạng vì Retford United không đáp ứng được điều kiện tham dự giải cấp cao hơn.

## Liên kết khác
- Official website Lưu trữ ngày 24 tháng 2 năm 2012 tại Wayback Machine